# Theresien-Gymnasium München
Das Staatliche (ehemals: Königliche) Theresien-Gymnasium München (kurz: ThG) ist ein humanistisches und sprachliches Gymnasium in München. Die Schule liegt am Kaiser-Ludwig-Platz im Stadtteil Ludwigsvorstadt (2. Stadtbezirk).

## Geschichte

### Die Gründung

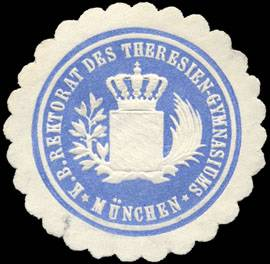
Siegelmarke Königlich Bayerische Rektorat des Theresien-Gymnasiums München

Das Theresien-Gymnasium wurde als fünftes Gymnasium nach dem Luitpold-Gymnasium, dem Ludwigsgymnasium, dem Maximiliansgymnasium und dem Wilhelms-Gymnasium von Prinzregent Luitpold gegründet und in den Jahren 1895 bis 1897 errichtet, weil die genannten vier Schulen den Anstieg der Schülerzahlen nicht mehr bewältigen konnten. München zählte 1890 bereits 350.000 Einwohner und das der Schule damals nächstgelegene Luitpold-Gymnasium musste 1.100 Schüler betreuen, „ein einzig dastehender Fall in Deutschland“, laut Jahresbericht 1897. Architekt war Emanuel von Seidl. Wie die bereits bestehenden Münchner Gymnasien bekam die Schule ebenfalls den Namen eines Mitglieds des Herrscherhauses. Prinzregent Luitpold benannte sie zu Ehren seiner Mutter Therese von Sachsen-Hildburghausen, der auch die in unmittelbarer Nähe der Schule gelegene Festwiese ihren Namen verdankt.
Das Grundstück, auf dem gebaut wurde, befand sich damals noch „in naturschöner Lage“ (Eröffnungsansprache des ersten Rektors Nicklas) am Stadtrand. Der vor der Front des Gebäudes liegende Platz, benannt nach dem ersten Kaiser des Hauses Wittelsbach (Ludwig der Bayer), wurde erst später gestaltet. Im Jahre 1900 ließ der Brauunternehmer Matthias Pschorr junior das Denkmal dieses Kaisers auf dem Platz vor der Schule aufstellen.
Die Eröffnung der Schule erstreckte sich fast über das ganze erste Schuljahr 1896/1897: Am 1. September 1896 nahm auf „Befehl Seiner Königlichen Hoheit des Prinzregenten Luitpold von Bayern“ Rektor Johannes Nicklas, Gymnasialprofessor für Deutsch und alte Sprachen, seinen Dienst auf. Am 18. September 1896 fand die Eröffnungsfeier im Vestibül (Treppenhaus) statt, da die Turn- und Festhalle erst am 22. Dezember fertiggestellt wurde. Am selben Tag begann der Unterricht für 668 Schüler in 17 Klassen. Am 11. Mai 1897 besichtigte der Prinzregent die Schule, der dabei „besonderes Interesse“ für das von Prof. Rudolf Wimmer angefertigte Ölgemälde seiner Hoheit zeigte. Dieses Gemälde hängt heute an der Wand zwischen Lehrerzimmer und Sekretariat. Ergänzend dazu schmückt heute ein Gemälde der Namenspatronin der Schule die Wand auf der anderen Seite des Sekretariats.
Erst am 16. und 17. Mai fanden nach der Fertigstellung von Hof und Garten die eigentlichen Einweihungsfeierlichkeiten mit einem Festspiel statt, in dem die Vertreter der bereits bestehenden vier Münchner Gymnasien das Theresien-Gymnasium in ihren Kreis aufnahmen.

### Frühe Schuljahre
Unter den 600 Schülern war kein einziges Mädchen; der Besuch höherer Lehranstalten war ihnen untersagt. Erstmals im Jahr 1917 gab es ein paar mutige junge Damen, die das Abitur an der Schule ablegten, freilich ohne vorher den Unterricht besucht zu haben. So kam es, dass die 17 Klassen, mit denen die Schule eröffnet wurde, auch ausschließlich von Männern unterrichtet wurden, von Gymnasial-Lehrern und Gymnasial-Professoren, die vor Klassen mit bis zu 47 Schülern ihren Mann zu stehen hatten und das in Schulstunden von 60 Minuten, sechs Tage in der Woche, vormittags und nachmittags. Dennoch war der Schulbetrieb nicht von sturer Paukerei beherrscht, was man schon daran sah, dass die Schule neben allerlei Exkursionen, Festen, Ausstellungen etc. noch andere Attraktionen im Angebot hatte: „Behufs Anregungen der naturkundlichen Studien ist die Einrichtung getroffen, dass die Schüler im Schulhofe einen botanischen Garten anlegen und dass im Vestibül der Anstalt die jeweiligen Erzeugnisse der Jahreszeit zur Ausstellungen gelangen“, hieß es schon im ersten Jahresbericht, im Winter wurde der Hof mit Hilfe eines Hydranten einen Eisplatz „zum Schlittschuhlaufen und Eisstockschiessen“ umgewandelt. Die Schüler der höheren Klassen „konnten die Tennisplätze im Ausstellungsplatz auf der Theresienhöhe zwei Stunden an Werktagen unentgeltlich nutzen“. Später bekam die Schule dann noch einen eigenen Tennisplatz im Rektoratsgarten.

### Im Ersten Weltkrieg
Zwei Jahre nach dem Tod des Schulgründers brach der Erste Weltkrieg aus. Für viele Schüler aus den oberen Klassen war damit die Schulzeit abrupt zu Ende. Eine Gedenktafel im ersten Stock des Treppenhauses erinnert an diejenigen Schüler, die aus dem Krieg nicht wiederkamen. Auf die an der Schule verbliebenen Schüler und Lehrer kamen schwere Beeinträchtigungen zu, es dauerte nach dem Krieg doch noch Jahre, bis die Schule wieder ungestört von den politischen Wirren der Nachkriegszeit ihrem Bildungsauftrag nachkommen konnte, wenn auch – in der „Hauptstadt der Bewegung“ – nicht für lange Zeit.

### 1933 bis 1945
Den Zweiten Weltkrieg überstand das Gebäude ohne größere Bombentreffer. Doch wie im Ersten Weltkrieg kamen auch diesmal viele Schüler der Oberstufe nicht wieder heim. Waren am Ende des Schuljahres 1910 noch 9 % der Schüler Juden gewesen, so waren es 1933 nur noch 3 %; zum Halbjahr 1939 verließ mit dem Schüler Bilski der letzte Schüler jüdischen Glaubens das Gymnasium.

### Nachkriegszeit bis heute

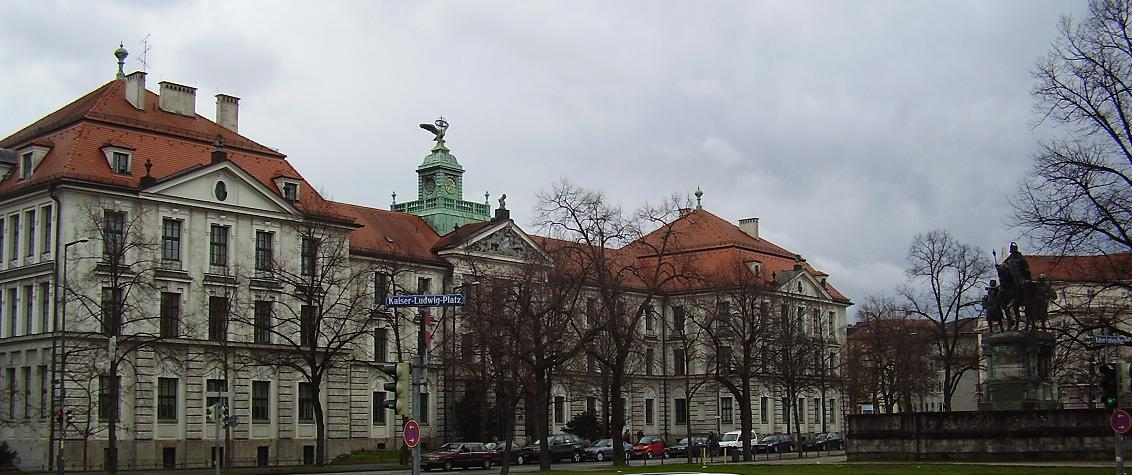
Theresien-Gymnasium München

Nach dem Krieg herrschte in München große Schulraumnot. Deshalb mussten sich das unzerstörte Gebäude des Theresien-Gymnasiums in Schichtunterricht noch zwei weitere Schulen teilen: das Ludwigsgymnasium bis 1953 und das Klenzegymnasium bis 1961. Da für Musik-, Chemie- und Biologiesäle sowie für den rasch wachsenden Mädchenanteil der Schule neue, eigene Räume gebraucht wurden, wurden 1962–1964 die alte Turnhalle und deren Verbindungstrakt zum Hauptbau (mit dem Zeichensaal) abgerissen und durch einen funktionellen Neubau ersetzt. Im Januar 1964 wurde die neue Doppelturnhalle der Benutzung übergeben, der Sonderklassentrakt im Februar 1966 fertiggestellt. Im Frühjahr 2006 begannen die Bauarbeiten zur neuen Cafeteria in der Pausenhalle, die Ende 2006 eröffnet wurde.

## Schulleiter
- Johannes Nicklas (1896–1919)
- Karl Hammerschmidt (1919–28)
- Friedrich Weber (1928–36)
- Franz Schalk (1936)
- Paul Schulz (1937–45)
- Anton Weiher (1945–51)
- Albert Rupprecht (1951–67)
- Paul Etzel (1967–74)
- Erich Happ (1974–81)
- Ludwig Thamm (1981–86)
- Georg Schmidl (1986–92)
- Hans Hötzl (1992–2001)
- Rainer Baumgärtel (2001–2013)
- Gabriele Jahreiß-Walther (2013–2023)
- Judith Nitsch (seit 2023)

## Geschichte der Studienseminare
Das Theresien-Gymnasium München kann auf eine lange Tradition als Ausbildungsschule für angehende Gymnasiallehrer zurückblicken. 1904 wurde zum ersten Mal ein pädagogisch-didaktisches Seminar für Lehramtskandidaten eingerichtet, damals für die Fächer Mathematik und Physik (bis 1928). Diese Ausbildungstradition wurde nur während des Ersten Weltkriegs und in der Zeit von 1936 bis 1938 unterbrochen. In den 1920er Jahren wurde auch ein Seminar für Lehramtsanwärter des Turnens eingerichtet, 1930/31 eines für die klassischen Sprachen Latein und Griechisch, Deutsch und Geschichte. Der wohl bekannteste Seminarteilnehmer war 1940/41 Franz Josef Strauß. Nach dem Zweiten Weltkrieg wurde kurzzeitig (1946–49) die Zahl der Ausbildungsfächer auch um Musik, Kunsterziehung, Erdkunde, Biologie erweitert. Nach einer Konsolidierungsphase wurden folgende Seminare regelmäßig an der Schule ausgebildet:
- Sport männlich (1925–1961)
- Latein (seit 1930)
- Griechisch (1930–2000)
- Deutsch (seit 1930)
- Geschichte (1930–1986)
- Musik (seit 1946)
- Evangelische Religionslehre (1968–72)
- Englisch (1974–1986; wieder eingerichtet seit 2008)
- Sport weiblich (seit 1978)
- Schulpsychologie (seit 2008)

## Persönlichkeiten(ehemalige Schüler, Referendare und Lehrer)
Ehemalige Schüler des Theresien-Gymnasiums, die Berühmtheit erlangten, sind nicht gesondert gekennzeichnet; Referendare und Lehrer hingegen schon.
- Rudolf Buttmann (1855–1927), Historiker, Politiker (Liberale Vereinigung), Lehrer am Theresien-Gymnasium
- Karl Dyroff (1862–1938), Orientalist und Lehrer am Theresien-Gymnasium
- Karl Hammerschmidt (1862–1932), Politiker und Schulleiter des Theresien-Gymnasiums (1919–1928)
- Heinrich Ludwig Urlichs (1864–1935), Klassischer Archäologe, Altphilologe und Lehrer am Theresien-Gymnasium (seit 1902)
- Ernst Bodensteiner (1869–1936), Altphilologe, Lehrer am Theresien-Gymnasium von 1908 bis 1919
- Ernst Wüst (1875–1959), Altphilologe und Lehrer am Theresien-Gymnasium (1906–1940)
- Wilhelm Prandtl (1878–1956), bedeutender Chemiker (Erforscher der Seltenen Erden), Professor an der Universität München, 1937 Amtsenthebung und Verfolgung der Familie, da er mit einer Jüdin verheiratet war
- Franz Paul Wimmer (1878–1966), Gründer der ersten deutschen Pfadfindergruppe, Referendar am Theresien-Gymnasium
- Alfred Einstein (1880–1952), Musikkritiker, Mozartbiograph, Köchelverzeichnis-Herausgeber (1937)
- Rudolf Hackl (1881–1912), Klassischer Archäologe
- Kurt Riezler (1882–1955), Diplomat, Politiker, Philosoph
- Franz Halder (1884–1972), Chef des Generalstabes des Heeres; seit 1938 im Widerstand gegen Hitler, Zeuge der Anklage bei den Nürnberger Prozessen
- Otto Hipp (1885–1952), Bürgermeister von Regensburg, 1933 von den Nazis abgesetzt, 1. bayerischer Kultusminister nach dem Zweiten Weltkrieg
- Franz von Hoeßlin (1885–1946), Dirigent, Komponist, Nazigegner (Dirigate in Bayreuth und bei den Berliner Philharmonikern)
- August Geislhöringer (1886–1963), Politiker der Bayernpartei und Bayerischer Innenminister, verwickelt in die Spielbankenaffäre 1955–1959
- Eberhard Hanfstaengl (1886–1973), Kunsthistoriker, Generaldirektor der Bayerischen Staatsgemäldesammlungen (1945–1953)
- Anton Weiher (1886–1961), Altphilologe, Pädagoge, Rektor des Theresien-Gymnasiums München (1945–1951)
- Hermann Finsterlin (1887–1973), Maler, Dichter, Essayist, Spiele-Entwerfer und Komponist; seine utopischen Architekturvisionen beeinflussten die Kunstgeneration nach dem Ersten Weltkrieg
- Ferdinand Wagenseil (1887–1967), Anatom, Anthropologe (entschiedener Gegner der Rassenlehre des Dritten Reiches)
- Norbert von Hellingrath (1888–1916), Altphilologe, Germanist, Wiederentdecker und Herausgeber Hölderlins
- Alfred Jodl (1890–1946), Chef des Wehrmachtführungsstabes im Oberkommando der Wehrmacht. In den Nürnberger Prozessen zum Tode verurteilt und hingerichtet
- Ernst Buchner (1892–1962), Kunsthistoriker
- Otto Gademann (1892–1971), Jurist
- Hugo Lang (1892–1967), römisch-katholischer Theologe, Mönch und Abt im Kloster St. Bonifaz
- Justin Thannhauser (1892–1976), Sohn des Münchner Galeristen Heinrich Thannhauser, Kunstsammler und Galerist. Stiftete im Exil seine berühmte Sammlung dem Guggenheim-Museum in New York
- Friedrich Weber (1892–1955) Veterinärmediziner. Mitglied im Freikorps Oberland, Teilnehmer am Hitler-Putsch von 1923. 1934 „Reichsführer der Deutschen Tierärzte“
- Siegfried Rosengart (1894–1985), Neffe von H. Thannhauser; Kunsthändler und -sammler; Stifter der Sammlung Rosengart
- Eugen Roth (1895–1976), humoristischer Dichter
- Ernst Udet (1896–1941), Jagdflieger im Ersten Weltkrieg, Generaloberst während der NS-Zeit, Vorbild für General Harras in Zuckmayers Des Teufels General
- Karl Löwith (1897–1973), Geschichtsphilosoph
- Max Riederer von Paar (1897–1964), Jurist, Gutsbesitzer und Politiker (CSU)
- Peter Hecker (1899–1989), Politiker (CSU), Landrat des Landkreises München
- Hermann Heimpel (1901–1988), Historiker, Direktor des Max-Planck-Instituts in Göttingen, Vorsitzender der deutschen Rektorenkonferenz
- Albrecht Haushofer (1903–1945), Geograph, Diplomat, Widerstandskämpfer (Moabiter Sonette)
- Josef Schormüller (1903–1974), Lebensmittelchemiker
- Oscar Fritz Schuh (1904–1984), Dramaturg, Regisseur, Intendant
- Wolfgang Graeser (1906–1928), Geiger, Musikforscher und Mathematiker
- Ernst Müller-Meiningen (1908–2006), Journalist
- Hans Erwin von Spreti-Weilbach (1908–1934), Politiker (NSDAP)
- Hans Hotter (1909–2003), Bassbariton (München, Wien, Bayreuth)
- Peter Friedrich Matzen (1909–1986), Chirurg und Orthopäde
- Rudolf Oldenbourg (1910–1986), Leiter des Oldenbourg-Verlages
- Hans Sauerbruch (1910–1996), Maler und Illustrator, Sohn des Chirurgen Ferdinand Sauerbruch
- Leonhard Goppelt (1911–1973), evangelischer Theologe
- Hans Joachim Kißling (1912–1985), Orientalist und Turkologe
- Rudolf Aschenauer (1913–1983), Jurist
- Franz Josef Strauß (1915–1988), Politiker, Referendar am Theresien-Gymnasium (1940–1941)
- Franz Wipplinger (1915–1944), Priesteramtskandidat des Erzbistums München und Freising, Soldat im Zweiten Weltkrieg; wegen seiner kritischen Haltung zum Nationalsozialismus („Wehrkraftzersetzung“) zum Tode verurteilt und am 24. Oktober 1944 hingerichtet
- Adolf Hartmut Gärtner (1916–2017), Musiklehrer und Chorleiter
- Walter Oldenbourg (1916–2000), Leiter des Oldenbourg-Verlages
- Heinz Gollwitzer (1917–1999), Historiker
- Hermann Linde (1917–2015), Physiker und Manager
- Ernst Otto Fischer (1918–2007), Chemiker, Nobelpreis für Chemie (1973)
- Wolf von Ausin (1925–2010), Jurist
- Theo Brand (1925–2016), Komponist, Musikpädagoge und Organist
- Wolfgang Unzicker (1925–2006), Schachgroßmeister, siebenfacher deutscher Schachmeister
- Josef Werner Bauer (1926–2013), Politiker (CSU), Landrat des Landkreises Neumarkt in der Oberpfalz
- Richard Schaeffler (1926–2019), Philosoph
- Willibald Glas (1927–2022), Pfarrer, wegen seines Buches Der Pfarrer von Arget zwangspensioniert
- Otto Meitinger (1927–2017), Architekt, Wiedererbauer der Münchner Residenz, Präsident der TU München
- Reinhold Kreile (1929–2024), Jurist und Politiker (CSU)
- Walter Habdank (1930–2001), Maler
- Heinz Pichlmaier (1930–2019), Chirurg, Träger der Paracelsus-Medaille
- Elmar Gruber (1931–2011), katholischer Pfarrer und geistlicher Schriftsteller
- Meinolf Wewel (* 1931), Verleger
- Karl Daumer (* 1932), Biologe, Lehrer am Theresien-Gymnasium (bis 1995)
- Gerhard Sterr (1933–2011),  Bandleader der Dixieland-Jazzband Hot Dogs sowie Maler surrealistischer Bilder
- Winfried Zehetmeier (1933–2019), Künstler, Politiker (CSU), 2. Bürgermeister von München
- Conrad Schroeder (1933–2006), Politiker (CDU), Abitur 1955[2]
- Karlheinz Summerer (1934–2013), römisch-katholischer Pfarrer
- Paul Kling (* 1936), Politiker (CSU), Lehrer am Theresien-Gymnasium (1961/62)
- Joachim Gruber (* 1937), Altphilologe, Referendar am Theresien-Gymnasium
- Hans Kolo (1937–2022), Politiker (SPD)
- Helmut Zöpfl (* 1937), Mundartdichter, Pädagoge und Hochschullehrer
- Dieter Oesterhelt (1940–2022), Chemiker
- Eugen Graber (* 1944), Politiker (CSU)
- Rainer Werner Fassbinder (1945–1982), Regisseur, Filmproduzent, Schauspieler und Autor
- Reinhard Wieczorek (* 1945), Jurist, Politiker (SPD), Wirtschaftsreferent der Stadt München
- Karl Betz (* 1947), Pianist und Hochschullehrer
- Konstantin Wecker (* 1947), Komponist, Liedermacher
- Florian Hufnagl (1948–2019), Direktor der Neuen Sammlung, Staatliches Museum für angewandte Kunst München; Professor an der Akademie der Bildenden Künste München
- Alexander Miklósy (1949–2018), Diplom-Forstwirt, Kommunalpolitiker, 2002–2018 Vorsitzender des Bezirksausschusses des 2. Stadtbezirks Ludwigsvorstadt-Isarvorstadt.
- Francesca Pflüger (* 1958), deutsche Rennreiterin
- Volkher Häusler (* 1958), Dirigent und Kirchenmusiker
- Franz Pienßel (1959–2016), Politiker (CSU)
- Aribert Wolf (* 1959), Politiker (CSU)
- Hermann Brem (* 1961), Kommunalpolitiker (Bündnis 90/Die Grünen), ab 2020 Stadtrat in München
- Christine Strobl (* 1961), Kommunalpolitikerin (SPD), 2. Bürgermeisterin (2005–2014) und  3. Bürgermeisterin (2014–2020) in München
- David P. (* 1975), Freestyle-Rapper und Facharzt für Allgemeinmedizin.

## Erwähnenswertes
Ein Großteil des in München populären Vokalensembles Nostalphoniker besuchte das Theresien-Gymnasium und wirkte auch dort aktiv im Schulchor mit.